# Голубок (приток Ульвича)
Голубок — река в России, протекает по Александровскому району Пермского края. Устье реки находится в 15 км от устья реки Ульвич по правому берегу. Длина реки составляет 19 км.
Исток реки на предгорьях Северного Урала в 24 км к северу от деревни Сухая близ границы с Соликамским районом. Река течёт на юг и юго-запад по ненаселённой местности среди холмов, покрытых таёжным лесом. Характер течения — горный.

## Данные водного реестра
По данным государственного водного реестра России относится к Камскому бассейновому округу, водохозяйственный участок реки — Кама от города Березники до Камского гидроузла, без реки Косьва (от истока до Широковского гидроузла), Чусовая и Сылва, речной подбассейн реки — бассейны притоков Камы до впадения Белой. Речной бассейн реки — Кама.
Код объекта в государственном водном реестре — 10010100912111100007154.